# Encalypta tibetana
Encalypta tibetana là một loài rêu trong họ Encalyptaceae. Loài này được Mitt. mô tả khoa học đầu tiên năm 1859.